# Semiothisa cometifera
Semiothisa cometifera là một loài bướm đêm trong họ Geometridae.